# 시리아 내전의 레바논 확산
시리아 내전의 레바논 확산은 시리아 내전의 영향으로 시리아 정부 지지 및 반대자들이 레바논 내부에서 분쟁을 일으킨 사건이다. 레바논에서 폭력 사태가 재발된 사태가 됐으며, 이는 레바논의 수니 이슬람은 반군을 지지하는 반면 시아파는 아사드 대통령을 지지하기 때문이다. 레바논 전역에서 살해, 소요 및 외국인 납치가 자행되고 있다.
2011년 중반 7명이 사살되고 59명이 트리폴리에서 총기 난사로 피해를 입었고 2012년 5월 이러한 갈등이 베이루트로 퍼지면서 후에 남부와 동부 지역으로 확산돼 북부 지방에 레바논 군대가 파병됐다. 2013년 12월 최소 355명의 사망자가 발생하고 2,000명의 사상자가 발생했다. 레바논의 정치 지형상 사우디아라비아가 지지하는 반 시리아 세력이 3월 14일 시위를 벌였고 이란이 지지하는 친시리아 세력은 3월 8일 시리아 정부 지지 시위를 열었다.

## 국제적 반응
- UN

5월 21일 유엔 사무총장 반기문은 소요 진정을 촉구했다.
8월 22일 정치부국장 제프리 펠트먼이 유엔 안보리와 모인 자리에서 이 상황을 "심각한" 수준이라 경고했으며 시리아의 상황이 레바논 내의 상황을 악화시킬 소지가 있다고 말했다.
- 러시아

5월 23일 러시아 외교부 장관 세르게이 라브로프는 시리아에서 촉발된 위협이 실질적으로 작용되어 악화말로를 야기할 수 있을 것이라 말했다.
- 사우디아라비아

사우디아라비아의 국왕 압둘라는 레바논 대통령 미셸 술레이만에게 폭력 사태에 대해 편지를 썼다.
- 미국

5월 25일 힐러리 클린턴 전 미 국무장관은 사태 진정을 촉구하면서 시리아의 불안한 요소가 미국에서도 불안 요소인데 이 상황이 레바논에서 불안정한 상황에 영향을 미치는 것 같다고 말했다. 5월 주레바논 미국대사 마우라 코넬리는 레바논 총리 나집 미카티와 만나서 현 상황 해결을 위한 정부 차원의 노력을 촉구했다.